# Penta (motorfiets)
Penta is een historisch merk van motorfietsen.
De bedrijfsnaam was: Pentamoto, Kysucké Nové Mesto.
Slowaaks familiebedrijfje dat aanvankelijk kinderzijspannen maakte, maar in 1991 met een motorfiets op de markt kwam. De eerste machine, een 125cc-allroad, had een CZ-motorblok. Later kwam er ook een versie met 125cc-Honda-blok. Soms werden de machines ook onder de naam Pentamoto verkocht.